# 卞志良
卞志良（1958年8月8日—），汉族，山东乐陵人，中华人民共和国政治人物，第十一届、第十二届、第十三届全国政协委员。
担任山东省德州市工商联副主席、山东泰山体育产业集团有限公司董事长。2008年，当选第十一届全国政协委员，代表体育界，分入第四十三组。2018年1月，当选第十三届全国政协委员。